# Albrechts (Thüringen)
Albrechts is een plaats en voormalige gemeente in de Duitse deelstaat Thüringen.
Albrechts werd op 1 april 1994 Stadtteil van de gemeente Suhl.

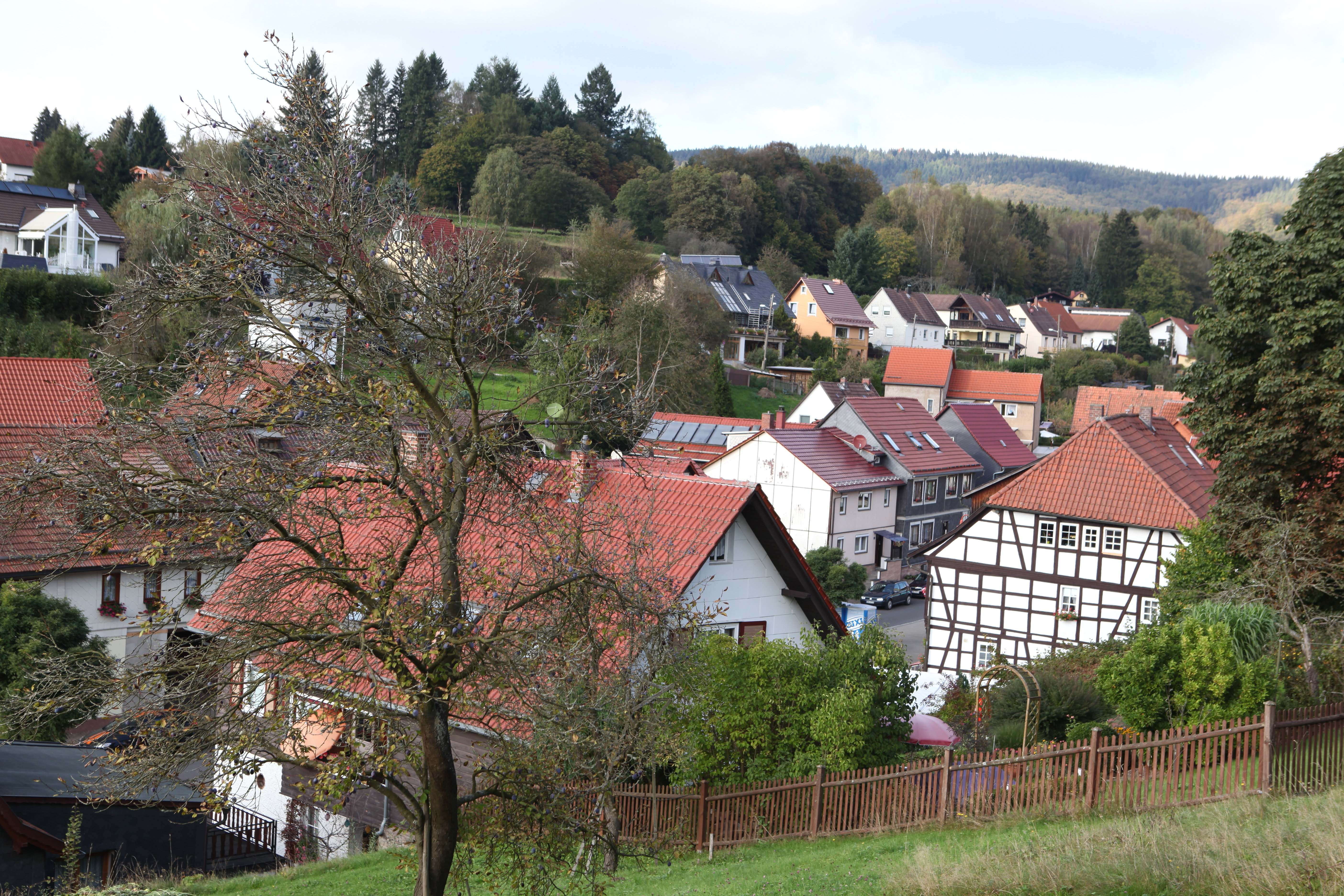
Albrechts

Albrechts · Dietzhausen · Gehlberg · Goldlauter-Heidersbach · Mäbendorf · Schmiedefeld am Rennsteig · Vesser · Wichtshausen